# 경남외국어고등학교
경남외국어고등학교(慶南外國語高等學校)는 대한민국 경상남도 양산시 어곡동에 있는 사립 외국어고등학교이다.

## 학교 연혁
- 1987년 10월 19일 : 양산외국어학교 설립인가(18학급)
- 1987년 10월 25일 : 본관 15교실, 제1호 기숙사, 식당 준공
- 1988년 2월 22일 : 설립자 전천수 초대 교장 취임
- 1988년 3월 5일 : 1988학년도 제1회 입학식(240명)
- 1989년 1월 20일 : 제2호 기숙사, 자율학습실, 사택 6동 준공
- 1989년 11월 30일 : 제3호 기숙사, 자율학습실, 강당 준공, 본관 13교실 증축
- 1992년 3월 1일 : 특수목적고 지정, 경남외국어고등학교로 교명 변경
- 1992년 11월 2일 : 도서관, 수영장, 휴게실 신ㆍ증축
- 1995년 1월 5일 : 시청각 교육관 및 도서관 준공
- 2002년 6월 30일 : 제2강의실 준공(12실)
- 2012년 3월 1일 : 학과명 변경(영중국어과 4학급, 영일본어과 4학급)
- 2018년 9월 1일 : 제4대 전병철 이사장 취임
- 2023년 2월 17일 : 제33회 졸업식, 졸업생 누계 7,588명
- 2023년 2월 24일 : 이상환 제6대 교장 취임
- 2023년 3월 2일 : 제36회 입학식

## 설치 학과
- 영중국어과
- 영일본어과

## 참고 자료
- 경남외국어고등학교 - 한국교육학술정보원 학교알리미